# Záruby
Záruby (dříve též Ostrý vrch, německy Scharfenstein, maďarsky Burián-hegy, 767,4 m n. m.) je zalesněná hora v centrální části Malých Karpat. Leží nad vsí Smolenice asi 17 km jižně od Senice a 20 km severozápadně od Trnavy na území okresu Trnava (Trnavský kraj). Hora je součástí Národní přírodní rezervace Záruby (území CHKO Malé Karpaty). Na západním úbočí se nachází zřícenina hradu Ostrý Kameň. Záruby jsou nejvyšším bodem Malých Karpat.

## Přístup
- po červené  značce z lokality Havrania skala nebo od rozcestí Pod Ostrým kameňom.
- po modré  značce ze Smolenic přes sedlo Záruby

## Národní přírodní rezervace
Kopec je také národní přírodní rezervací, jejíž území vyhlášeno či novelizováno v roce 1984 na rozloze 299,99 ha. Ochranné pásmo nebylo stanoveno.